# 墨西哥紅膝蜘蛛
墨西哥紅膝蜘蛛（学名：Brachypelma smithi），俗稱墨西哥紅膝頭，牠們是短尾蛛屬蜘蛛中最具代表性，也是最常被馴養成寵物的品種。
墨西哥紅膝蜘蛛體色呈現黑棕色，頭蓋外圍部分呈現淡黃色，腳三節的最上面一節為紅橘色，也依此命名，而顏色則依照個體差異而不同。墨西哥紅膝蜘蛛屬於中大型且長壽，雌性約25年以上壽命，可長到體長6cm，展足約15～18cm。

## 外部連結
- Caring for a Mexican Redknee Tarantula
- Brachypelma smithi （页面存档备份，存于） and photos of next 14 Brachypelma sp. in tarantulas （页面存档备份，存于） gallery.

1. ↑  Fukushima, C.; Mendoza, J.; West, R.; Longhorn, S.; Rivera Téllez, E.; Cooper, E.W.T.; Henriques, S.; Cardoso, P. . The IUCN Red List of Threatened Species. 2019, 2019: e.T8152A148728332  [20 November 2021]. doi:10.2305/IUCN.UK.2019-2.RLTS.T8152A148728332.en .